# 이중 베타 붕괴
이중 베타 붕괴(double beta decay)란 쉽게 말해서 베타 붕괴가 한꺼번에 두 번 일어나는 과정이다. 즉, 베타 붕괴 과정에서 핵 내부의 또 다른 중성자가 양성자로 변함과 동시에 전자 및 반중성미자를 방출하며, 불안정한 핵이 붕괴하는 현상이다. 베타 붕괴가 가능하기 위해서는, 최종 핵이 원래 핵보다 더 높은 결합 에너지를 지니고 있어야 한다. 게르마늄-76을 예를 들면, 자신보다 원자 번호가 1 높은 비소-76은 더 낮은 결합에너지를 가지고 있으며, 베타붕괴가 일어나지 않는다. 하지만, 2 높은 원자번호를 가지고 있는 셀레늄-76은 더 큰 결합에너지를 가지고 있으며 이는 '이중 베타 붕괴'의 대상이 된다.
이중 베타 붕괴에서, 원자핵 내부의 두 개의 중성자는 두 개의 양성자로 변하며, 그 과정에서 두 개의 전자 및 두 개의 반중성미자가 방출된다. 이 과정은 1986년 처음으로 관찰되었다. 이중 베타 붕괴는 방사성 감쇠 중 가장 희귀한 경우이다. 단지 10개의 동위원소에서만 관측되었으며, 그 모두는 평균 수명이 1019년 이상이다.
일부 원자핵에서, 이 과정은 두 개의 양성자가 두 개의 중성자로 변함과 동시에, 두 개의 중성미자를 방출하고, 두 개의 궤도 전자를 흡수(이중 전자 포획)하는 경우에도 발생한다. 만약 어미핵과 딸핵의 질량 차이가 1.022 MeV(두 개의 전자 질량) 이상 날 경우, 하나의 전자를 포획함과 동시에 하나의 양전자를 방출하는 또 다른 핵과정이 가능해진다. 또한 질량 차이가 2.044 MeV(네 개의 전자 질량) 이상일 경우는, 세 번째의 경우가 발생하는데, 이는 두 개의 양전자를 방출한다. 이러한 여러 경우의 이중 베타 붕괴는 예측만 되었을 뿐 아직 관측된 적은 없다.

## 중성미자 없는 이중 베타 붕괴
위에 언급된 모든 과정은 두 개의 중성미자를 가지는 이중 베타 붕괴로 알려져 있다. 즉 두 개의 중성미자, 혹은 반중성미자를 방출하는 것이다. 만약, 중성미자가 마요라나 입자라면, 다시 말해 반중성미자와 중성미자가 실제로는 같은 입자라면, 중성미자 없는 이중 베타 붕괴가 가능하다. 중성미자 없는 과정에서는 방출되는 중성미자가 그 즉시 원자핵 내부의 다른 핵자에 의해 반중성미자로서 흡수되어서, 두 전자의 전체 운동 에너지는 정확히 처음 및 나중 상태의 원자핵의 결합 에너지의 차이가 된다. 중성미자 없는 이중 베타 붕괴를 발견하기 위해 많은 실험이 수행되었는데, 이는 실제로 중성미자가 마요라나 입자인지와 실제 중성미자 질량에 대한 해답을 구하기 위해서이다.

## 같이 보기
- 이중 전자 포획
- 베타 붕괴
- 중성미자
- 입자 복사
- 방사성 동위원소